# Commiphora cyclophylla
Commiphora cyclophylla är en tvåhjärtbladig växtart som beskrevs av Emilio Chiovenda och Guidotti. Commiphora cyclophylla ingår i släktet Commiphora och familjen Burseraceae. Inga underarter finns listade i Catalogue of Life.